# 尼布利下臀電鰻
尼布利下臀電鰻，為輻鰭魚綱電鰻目短吻電鰻科的其中一種，為熱帶淡水魚，分布於南美洲委內瑞拉南部淡水流域，體長可達12.2公分，棲息在底中層水域，生活習性不明。

## 扩展阅读
維基物種上的相關：尼布利下臀電鰻